# Georg August Schweinfurth
Georg August Schweinfurth (Riga, 30 agosto 1836 – Berlino, 19 novembre 1925) è stato un botanico ed etnologo tedesco.

## Biografia
I suoi antenati provenivano da Wiesloch, lui stesso era nato a Riga e crebbe in un rigoroso pietismo. Dal 1856 al 1862 studiò in Heidelberg, Monaco di Baviera e Berlino tra l'altro botanica e paleontologia. Egli viaggiò dal 1863 al 1866 in Egitto e nel Sudan del Sud, così come nelle zone degli Zande e dei Mangbetu nel Congo, come accompagnatore dei commercianti arabo-nubiani di avorio. Durante un naufragio del battello in Congo, presso Kisangani, perse un occhio.
Nel 1868 intraprese, su incarico della Fondazione Alexander von Humboldt di Berlino, un viaggio nel corso superiore del Nilo. Nel 1869 viaggiò da Khartum, risalendo il Nilo, verso Faschoda e la zona dello Dschur. Spingendosi sempre avanti con i cacciatori di schiavi, attraversò le terre dei Bongo, dei Schilluc, dei Nuer e dei Dinka, quindi un viaggio fra i, secondo lui, cannibali Niam-Niam, visitò le terre dei Mittu e dei Madi e nel 1870 scoprì, nelle terre degli allora ancor sconosciuti (e ritenuti da lui cannibali) Mangbetu, il fiume Uele. Scoprì anche la popolazione pigmea degli Akka, chiudendo così la polemica sulla possibile esistenza di popolazioni nane in Africa. Dopo aver superato grosse difficoltà, rientrò nel luglio 1871 a Karthoum. Nel 1873-1874 viaggiò in Libano e nel deserto libico, accompagnando l'esploratore tedesco Friedrich Gerhard Rohlfs.
Nel 1875 si stabilì al Cairo ove fondò, sotto gli auspici del Kedivè Isma'il Pascià, la Società Geografica e nel 1876 entrò nel deserto arabo con Paul Güssfeldt e continuò le sue esplorazioni ad intervalli, fino al 1888: durante il medesimo periodo compì indagini nel Fayum, nella valle del Nilo. Divenne così esperto di politica coloniale e nel 1887 divenne membro della Società Coloniale Tedesca. In proposito ebbe influenza sulle acquisizioni e sull'organizzazione delle colonie tedesche ed esortò, in pubbliche conferenze, come nel 1887, la loro diretta occupazione. Più, tardi nel 1885, gli venne rimproverato di aver utilizzato le sue memorie di viaggio, soprattutto quelle dettagliate sul cannibalismo, per ostentare un atteggiamento filantropico.
Nel 1889 rientrò a Berlino, ma nel 1891, 1892 e 1894 visitò la colonia Italiana dell'Eritrea.
Dal 1872 fu membro, e dal 1906 membro onorario, della Società berlinese per l'Antropologia, l'Etnologia e la Preistoria.
Schweinfurth rimase scapolo. Egli assemblò e pubblicò raccolte, che ancor oggi vengono utilizzate dagli scienziati. La sua opera principale fu Im Herzen von Afrika (Nel cuore dell'Africa).
Alla sua morte, la salma venne inumata nell'Orto botanico di Berlino. Successivamente la sua tomba venne dichiarata monumento della città. In Germania numerose vie cittadine sono a lui intitolate. 

## Tassonomia in suo onore
In suo onore venne assegnato il nome Schweinfurthia A. Braun al genere di piante della famiglia delle Plantaginaceae.

## Opere
- Beitrag zur Flora Aethiopiens Georg Reimer, Berlin 1867 online bei Bayerische Staatsbibliothek digital
- Reliquiae Kotschyanae Georg Reimer, Berlin 1868 online bei Bayerische Staatsbibliothek digital
- Linguistische Ergebnisse einer Reise nach Centralafrika Wiegandt & Hempel, Berlin 1873
- Im Herzen von Afrika F.A. Brockhaus, Leipzig 1874 Teil 1 bei archive.org Teil 2 online bei archive.org
- Artes Africanae illustrations and descriptions of productions of the industrial arts of Central African tribes Brockhaus [u.a.], Leipzig 1875
- Discours prononcé au Caire à la séance d'inauguration le 2 juin 1875 Soc. Khédiviale de Géographie, Alexandria 1875
- Abyssinische Pflanzennamen in: Abhandlungen der königlichen Akademie der Wissenschaften zu Berlin, S.1–84, 1893
- Vegetationstypen aus der Kolonie Eritrea Vegetationsbilder 2.Reihe, Heft 8 (1905) online bei archive.org
- Arabische Pflanzennamen aus Aegypten, Algerien und Jemen Dietrich Reimer (Ernst Vohsen), Berlin 1912 online bei Biodiversity Heritage Library
- Auf unbetretenen Wegen in Aegypten Hoffmann und Campe, Hamburg 1922
- Afrikanisches Skizzenbuch Deutsche Buch-Gemeinschaft, Berlin 1925